# Karol Śmiłowski
Karol Śmiłowski (ur. 21 listopada 1938 w Katowicach, zm. 8 grudnia 1995 w Poznaniu) – polski piłkarz występujący na pozycji napastnika.

## Kariera piłkarska
Wychowanek Ligocianki Ligota, w której występował do 1957 r. W sezonie 1958 został zawodnikiem I-ligowej Stali Sosnowiec. W nowym klubie zadebiutował 27 lipca 1958 w meczu Stal Sosnowiec - Lechia Gdańsk (2:0), w którym zdobył debiutancką bramkę. Niestety sezon nie był udany dla jego drużyny, bowiem Stal spadła do II ligi. W kolejnym sezonie wywalczył ze Stalą awans do I ligi. 29 października 1961 w meczu Polonia Bydgoszcz - Stal Sosnowiec (3:1) wystąpił po raz ostatni w barwach sosnowieckiego klubu.
W 1962 r. został zawodnikiem poznańskiego Lecha, z którym w rok później spadł do II ligi. Przez kolejne lata występował w Lechu na szczeblu II i III ligi. Karierę zakończył w 1970 r..

### Statystyki piłkarskie
W I lidze rozegrał 59 meczów i zdobył 9 bramek jako zawodnik dwóch klubów:
- Stali Sosnowiec - 31 występów i 5 bramek
- Lech Poznań - 28 występów i 4 bramki

| Sezon     | Klub           | Liga          | Mecze | Gole | Uwagi              |
| --------- | -------------- | ------------- | ----- | ---- | ------------------ |
| 1958      | Stal Sosnowiec | I liga        | 10    | 3    | spadek do II ligi  |
| 1959      | Stal Sosnowiec | II liga       | 18    | 2    | awans do I ligi    |
| 1960      | Stal Sosnowiec | I liga        | 13    | 2    |                    |
| 1961      | Stal Sosnowiec | I liga        | 8     | 0    |                    |
| 1962      | Lech Poznań    | I liga        | 14    | 4    |                    |
| 1962/1963 | Lech Poznań    | I liga        | 14    | 0    | spadek do II ligi  |
| 1963/1964 | Lech Poznań    | II liga       | ?     | ?    | spadek do III ligi |
| 1964/1965 | Lech Poznań    | III liga      | ?     | ?    | awans do II ligi   |
| 1965/1966 | Lech Poznań    | II liga       | ?     | ?    | spadek do III ligi |
| 1966/1967 | Lech Poznań    | III liga      | ?     | ?    | awans do II ligi   |
| 1967/1968 | Lech Poznań    | II liga       | ?     | ?    |                    |
| 1968/1969 | Lech Poznań    | II liga       | ?     | ?    | spadek do III ligi |
| 1969/1970 | Lech Poznań    | III liga      | ?     | ?    |                    |
|           | suma           | III liga      | ?     | ?    |                    |
|           | suma           | II liga       | ?     | ?    |                    |
|           | suma           | I liga        | 59    | 9    |                    |
|           | suma           | Puchar Polski | ?     | ?    |                    |

## Kariera trenerska
Po zakończeniu kariery piłkarskiej poświęcił się pracy trenerskiej. W 1973 r. został trenerem Orkana Konarzewo. W ciągu 22 lat pracy awansował z drużyną do klasy okręgowej (ówczesnej IV ligi). 

## Sukcesy
- awans do I ligi 1959 ze Stalą Sosnowiec
- awans do II ligi 1965, 1967 z Lechem Poznań